# الدوري الشمالي لكرة القدم 1957–58
الدوري الشمالي لكرة القدم 1957–58 (بالإنجليزية: 1957–58 Northern Football League)‏ هو موسم من الدوري الشمالي لكرة القدم ‏. فاز فيه Ferryhill Athletic F.C. ‏.